# Herina aartseni
Herina aartseni är en tvåvingeart som beskrevs av Merz 2002. Herina aartseni ingår i släktet Herina och familjen fläckflugor.
Artens utbredningsområde är Turkiet. Inga underarter finns listade i Catalogue of Life.